# Saint-Nazaire-sur-Charente
Saint-Nazaire-sur-Charente – miejscowość i gmina we Francji, w regionie Nowa Akwitania, w departamencie Charente-Maritime.
Według danych na rok 1990 gminę zamieszkiwały 834 osoby, a gęstość zaludnienia wynosiła 41 osób/km² (wśród 1467 gmin regionu Poitou-Charentes Saint-Nazaire-sur-Charente plasuje się na 366. miejscu pod względem liczby ludności, natomiast pod względem powierzchni na miejscu 386.).